# 밀양 남산 봉수대
밀양 남산 봉수대(密陽 南山 烽燧臺)는 대한민국 경상남도 밀양시 상남면에 있는 봉수대이다. 2000년 8월 31일 경상남도의 기념물 제227호로 지정되었다.

## 현지 안내문
종남산 정상부에 위치한 남산봉수대는 봉화를 올렸던 돈대는 남아 있지 않으나 봉화시설에 사용된 많은 석재와 토기, 자기, 기와 조각들이 많이 흩어져 있다. 토기조각 중에는 삼국시대의 것도 있어 이곳이 일찍부터 하늘에 제사를 지내던 천제단으로 사용되어 온 것으로 생각된다. 산 정상의 아랫쪽에는 봉수대와 관련한 건물터가 있다.
조선시대 봉수대 연구에 중요한 학술적 자료이다.

## 참고 자료
- 밀양 남산 봉수대 - 국가유산청 국가유산포털